# Diaethria clymena
|  | Dieser Artikel wurde aufgrund von formalen oder inhaltlichen Mängeln in der Qualitätssicherung Biologie im Abschnitt „Insekten“ zur Verbesserung eingetragen. Dies geschieht, um die Qualität der Biologie-Artikel auf ein akzeptables Niveau zu bringen. Bitte hilf mit, diesen Artikel zu verbessern! Artikel, die nicht signifikant verbessert werden, können gegebenenfalls gelöscht werden. Lies dazu auch die näheren Informationen in den Mindestanforderungen an Biologie-Artikel. Begründung: Rundumpflege, fehlerhafte Angaben |

Diaethria clymena ist eine Schmetterlingsart aus der Familie der Edelfalter (Nymphalidae). Die Art kommt in Mittel- und Südamerika vor. Die Erstbeschreibung erfolgte 1775 durch Pieter Cramer.

## Aussehen

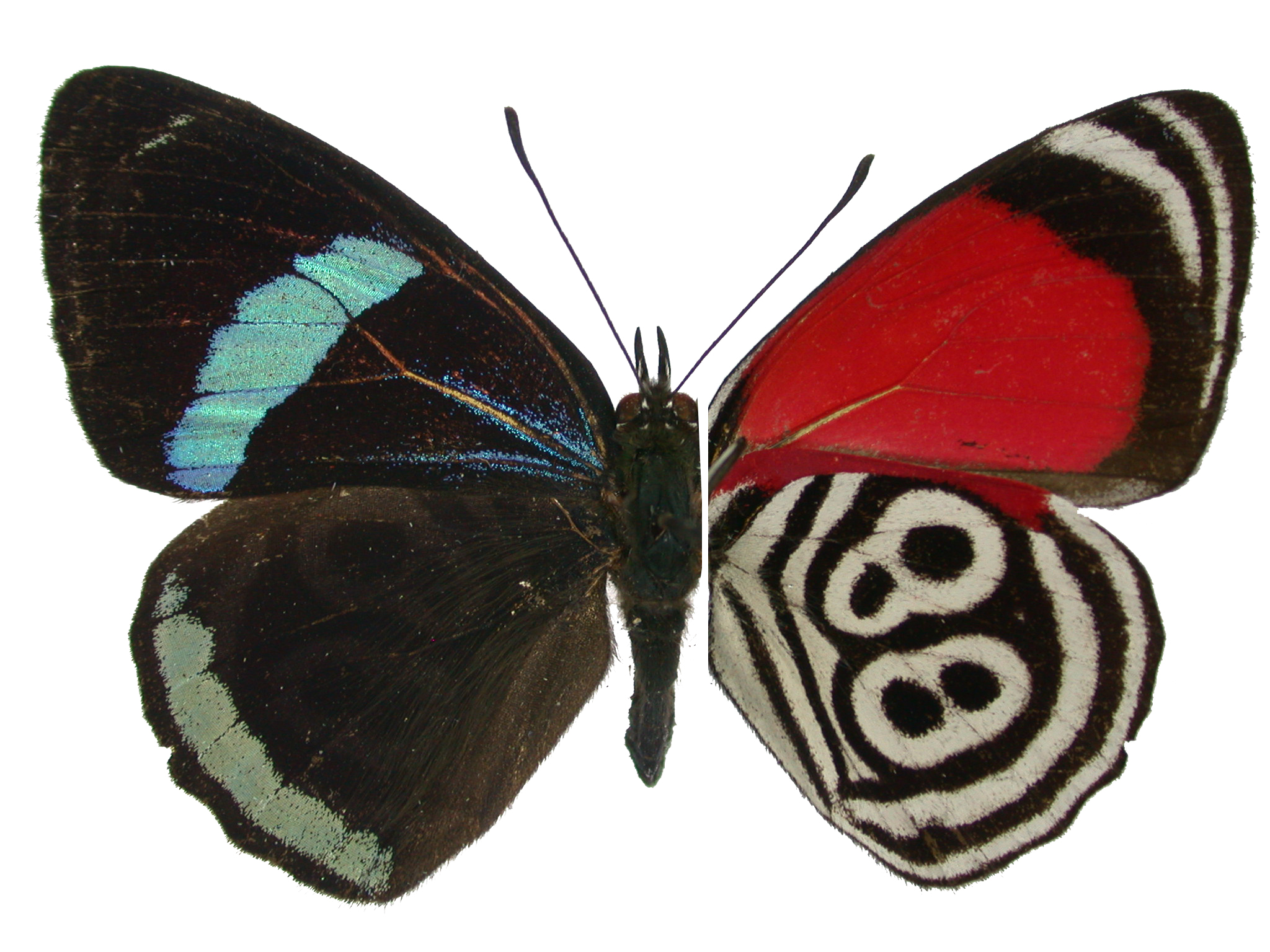
Hier sieht man beide Flügelseiten

Die Flügelinnenseiten von Diaethria clymena sind schwarz, auf denen je ein blauer Streifen zu sehen ist. Ein wichtiges Erkennungsmerkmal ist die sogenannte Achtundachtzig (schwarz auf weißem Grund). Diese sind auf den Unterflügeln beidseitig zu sehen. Eine der Achten, die die Zahl bilden, scheint etwas missglückt. Um die Achtundachtzig herum sind schwarze Ringe. Die im Flug sichtbaren Oberflügel sind rot. In Ruhestellung klappt der Falter die Flügel so zusammen, dass nur die unteren Flügel zu sehen sind (auf denen die Achtundachtzig liegt). Die Flügelspannweite beträgt 3 bis 4 cm. Der Körper ist schwarz (Oberseite) und weiß gestreift (Unterseite). Geschlechtsunterschiede gibt es keine.

## Vorkommen
Diaethria clymena kommt in Südamerika vor (Guatemala über Peru bis nach Brasilien und der Provinz Misiones im äußersten Nordosten Argentiniens).

## Unterarten
Diaethria clymena besitzt 13 Unterarten, die  in Amerika vorkommen. Sie heißen:
- Diaethria clymena aurelia (Guenée, 1872)
- Diaethria clymena beleses (Godman & Salvin, 1889) – (Panama)
- Diaethria clymena bourcieri (Guenée, 1872) – (Ecuador)
- Diaethria clymena clymena (Guyana, Brasilien [Amazonas])
- Diaethria clymena colombiana (Viette, 1958) – (Kolumbien)
- Diaethria clymena consobrina (Guérin-Méneville, [1844]) – (Kolumbien, Venezuela)
- Diaethria clymena Dodone (Guenée, 1872) – (Kolumbien)
- Diaethria clymena janeira (C. Felder, 1862) – (Brasilien [Rio de Janeiro, São Paulo], Paraguay)
- Diaethria clymena juani Neild, 1996 (Venezuela)
- Diaethria clymena marchalii (Guérin-Méneville, [1844]) – (Nicaragua Kolumbien)
- Diaethria clymena meridionalis (Bates, 1864) – (Brasilien [Rio Grande do Sul, Santa Catarina])
- Diaethria clymena peru (Guenée, 1872) – (Peru, Bolivien, Ecuador)
- Diaethria clymena seropina (Röber, 1924) – (Brasilien [Pará])